# Johanneshowellia puberula
Johanneshowellia puberula är en slideväxtart som först beskrevs av Sereno Watson, och fick sitt nu gällande namn av James Lauritz Reveal. Johanneshowellia puberula ingår i släktet Johanneshowellia och familjen slideväxter. Inga underarter finns listade i Catalogue of Life.